# Andrena decolorata
Andrena decolorata là một loài Hymenoptera trong họ Andrenidae. Loài này được LaBerge & Thorp mô tả khoa học năm 2005.